# Ґрінап (округ, Кентуккі)
Шаблон:StateAbbr_ 38°32′ пн. ш. 82°55′ зх. д. / 38.54° пн. ш. 82.92° зх. д.
Ґрінап (англ. Greenup County) — округ (графство) у штаті Кентуккі, США. Ідентифікатор округу 21089.

## Історія
Округ утворений 1803 року.

## Демографія
За даними перепису
2000 року
загальне населення округу становило 36891 осіб, зокрема міського населення було 22445, а сільського — 14446.
Серед мешканців округу чоловіків було 17758, а жінок — 19133. В окрузі було 14536 домогосподарств, 11026 родин, які мешкали в 15977 будинках.
Середній розмір родини становив 2,91.
Віковий розподіл населення поданий у таблиці:
| Стать    | До 15 років | 15-21 | 22-29 | 30-39 | 40-49 | 50-65 | 65-85 | Понад 85 |
| -------- | ----------- | ----- | ----- | ----- | ----- | ----- | ----- | -------- |
| Чоловіки | 3625        | 1746  | 1610  | 2470  | 2754  | 3299  | 2107  | 147      |
| Жінки    | 3489        | 1565  | 1769  | 2592  | 3009  | 3574  | 2798  | 337      |

## Суміжні округи
- Сайото, Огайо — північ
- Лоуренс, Огайо — схід
- Бойд — південний схід
- Картер — південний захід
- Люїс — захід